# Hans-Joachim Kulenkampff
Hans-Joachim Erwin „Kuli“ Kulenkampff (* 27. April 1921 in Bremen; † 14. August 1998 in Seeham, Österreich) war ein deutscher Schauspieler und Fernsehmoderator.

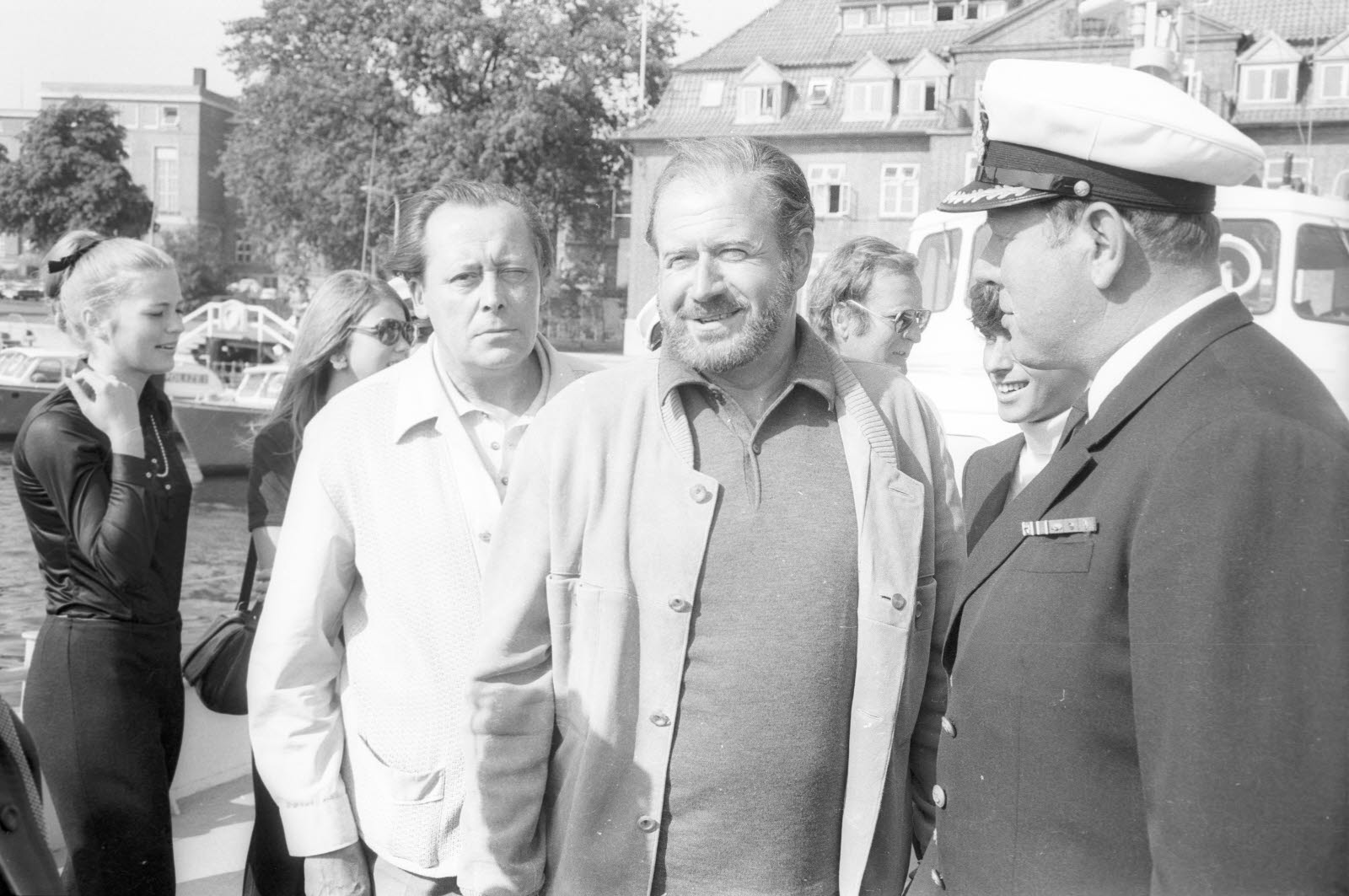
Hans-Joachim Kulenkampff (Mitte), 1969. Links neben ihm Martin Jente

## Leben
Kulenkampff war der zweite Sohn des Bremer Kaufmanns Friedrich Wilhelm Kulenkampff (1893–1964) und dessen Frau Else Kulenkampff (1895–1968) geborene Pfeifer. Die Kulenkampffs sind eine bekannte alte Bremer Familie (erstmals 1495 erwähnt). Die wohlhabende Familie wohnte in Bremen-Schwachhausen, Parkstraße 68. Kulenkampffs Großvater mütterlicherseits war Pianist und Musikprofessor. Ein Vetter seines Vaters war der bekannte Violinvirtuose Georg Kulenkampff. Sein älterer Bruder Helmut (1920–1977) war Lehrstuhlinhaber für Anatomie am Universitätsklinikum des Saarlandes in Homburg.
Kulenkampff war in seiner Jugend in mehreren Sportvereinen (Radsport, Tennis) aktiv. 1939, nach dem Abitur am Gymnasium Lettow-Vorbeck-Schule (heute Hermann-Böse-Gymnasium) in Bremen, studierte er an der Schauspielschule des Deutschen Theaters Berlin, wo u. a. Agnes Windeck seine Lehrerin war. Er diente ab 1941 in der Wehrmacht und war im Krieg gegen die Sowjetunion eingesetzt. Dort amputierte er sich eigenhändig mehrere erfrorene Zehen und machte weitere traumatische Erfahrungen. Der Kriegseinsatz wurde zu einem Tabu, über das er später selten sprach, und bei Kriegsfilmen der 1960er Jahre verließ er weinend den Raum.
Sein Schauspieldebüt gab Kulenkampff 1943 am Bremer Schauspielhaus und spielte auch an Theatern in Österreich und der Schweiz. Zu Kriegsende musste er in Berlin nochmals an die Front und kam in britische Kriegsgefangenschaft.
Von 1947 an trat er regelmäßig in Frankfurt am Main im Kleinen Theater im Zoo (heute Fritz Rémond Theater) auf. Zu seinen größten Erfolgen zählte die Rolle des Generals Harras in Des Teufels General von Carl Zuckmayer.
1950 begann Kulenkampff als Ansager beim Hessischen Rundfunk zu arbeiten. Dabei gehörte er auch zum Team des Frankfurter Weckers. Um diese Zeit war er wie Peter Frankenfeld zudem Moderator im Studio Nürnberg des Bayerischen Rundfunks.
Auf der 18. Großen Deutschen Rundfunk-, Phono- und Fernseh-Ausstellung in Düsseldorf startete am 29. August 1953 seine erste Fernsehshow, Wer gegen wen?, mit der „Kuli“ wegen seines Charmes und seiner Schlagfertigkeit zu einem Liebling des Fernsehpublikums  wurde. Zuvor hatte er mindestens seit dem 13. Dezember 1952 im Rundfunk eine Sendung mit nahezu demselben Titel, Wer gegen wen? Ein Preisraten, moderiert.
1958 und 1961 spielte Kulenkampff zusammen mit Heinz Erhardt in den Filmkomödien Immer die Radfahrer und Drei Mann in einem Boot. Viel Aufmerksamkeit brachten in jener Zeit auch seine Werbespots für die Pfeifen- und Tabakfirma Stanwell mit dem Slogan „Drei Dinge braucht der Mann: Feuer, Pfeife, Stanwell“. Mit einem weiteren Markenzeichen, dem Überziehen der Sendezeit, setzte er bereits 1961 in der Sendung Kleine Stadt – ganz groß mit 75 Minuten über der regulären Sendezeit einen Rekord, der 46 Jahre Bestand hatte, bis Stefan Raab 2007 in Schlag den Raab 103 Minuten überzog.
Von 1964 bis 1969 moderierte Kulenkampff 43 Mal das Fernsehquiz Einer wird gewinnen, kurz EWG genannt, mit außerordentlichem Erfolg. In der Folgezeit wirkte er in diversen Fernsehformaten mit, darunter die Samstagabend-Spielshows Guten Abend, Nachbarn und Acht nach 8 sowie die Talkshow Feuerabend. Bei letzterer saß er mit drei prominenten Gesprächspartnern an einem offenen Kaminfeuer. Dieses Programmformat war seiner Zeit voraus und fand nicht genügend Zuschauer.
1979 beschloss die ARD, EWG wieder aufleben zu lassen, was mit großem Erfolg gelang (erste Show am 15. September 1979). Die Sendereihe fand 1987 ihr endgültiges Ende, als Kulenkampff, wie es hieß, aus Altersgründen aufhörte.
Im Anschluss an das Ende der ersten EWG-Staffel war Kulenkampff in den folgenden 25 Jahren immer wieder mit dem gleichen kleinen Tourneetheater auf Gastspielreisen gegangen. Von 1985 bis 1990 war er fast 2000 Mal als Rezitator der Nachtgedanken vor dem nächtlichen Sendeschluss der ARD zu sehen. Von 1990 bis 1991 moderierte er bei RTL plus die Literatursendung Kulis Buchclub. 1997 stand er in dem Zwei-Personen-Stück Mögliche Begegnungen von Paul Barz als Georg Friedrich Händel zum letzten Mal auf der Bühne.
1993 moderierte Kulenkampff erneut eine Samstagabendshow. Nachdem Wim Thoelke nach vielen Jahren die Moderation von Der Große Preis abgegeben hatte, sollte zunächst Sabine Sauer die Sendung übernehmen. Das ZDF entschied sich dann aber für Kulenkampff, was Sauer angeblich aus der Presse erfuhr. Der Sendetermin wurde vom bisherigen Donnerstagstermin auf Samstagabend verschoben. Kulenkampff moderierte nach eigenen Vorstellungen, indem er etwa entgegen den Spielregeln eine Ersatzfrage forderte. Einmal verriet er aus Versehen eine Lösung, indem er die Frage umformulierte zu „Wie heißt dieser Vesuv?“ Weil seine Sendung meist parallel zu konkurrierenden Shows der ARD lief, blieb ihre Zuschauerzahl hinter den Erwartungen zurück. Nach sechs Ausgaben gab Kulenkampff die Sendung ab. Der Große Preis wurde danach noch bis Ende 1993 von Carolin Reiber moderiert.
Nach einer schweren Operation moderierte Kulenkampff 1997 und 1998 dreimal die von ihm konzipierte Bildungs-Show Zwischen gestern und morgen, die ursprünglich als Aufzeichnung sonntags im Nachmittagsprogramm der ARD ausgestrahlt werden sollte. Dies lehnte Kulenkampff ab, da er auf einer Livesendung bestand. Daraufhin einigten sich der federführende Süddeutsche Rundfunk sowie der Ostdeutsche Rundfunk Brandenburg und der Westdeutsche Rundfunk, die Quizreihe am Samstagabend in ihren dritten Programmen auszustrahlen. Wegen ihres anspruchsvollen Niveaus erreichte die Sendereihe nicht die angestrebten Einschaltquoten, sodass sie eingestellt wurde, was Kulenkampff sehr getroffen haben soll. Nur wenige Monate nach seinem Rückzug ins Privatleben starb Kulenkampff am 14. August 1998 im Alter von 77 Jahren an Bauchspeicheldrüsenkrebs.

### Familie
1946 heiratete Kulenkampff die Österreicherin Gertraud (Traudl) Schwarz (1922–2001), die als Kinderbuchautorin bekannt wurde. Mit ihr hatte er drei Kinder: Merle (* 1949), Till (genannt Burli, 1953–1957) und Kai Joachim (* 1959). Till starb bei einem schweren Autounfall, in den Kulenkampffs Frau verwickelt war.
Kulenkampffs Wahlheimat war der Ort Seeham im Salzburger Land in Österreich. Die Urne mit seinen sterblichen Überresten wurde auf dem Friedhof der Wallfahrtskirche Frauenstein (Gemeinde Molln/Bezirk Kirchdorf) in Oberösterreich beigesetzt.

## Kontroversen
Kulenkampff begrüßte in der Sendung Quiz ohne Titel am 10. Oktober 1959 die Zuschauer mit „Guten Abend, meine sehr verehrten Damen und Herren […] in der Bundesrepublik, in der DDR […]“ und verwendete damit nicht die sonst üblichen Bezeichnungen „Sowjetisch besetzte Zone“, „Sowjetzone“ oder „sogenannte DDR“. Insbesondere aus Kreisen der CDU, aber auch der SPD erhielt er massive Vorwürfe, da dies eine „Anerkennung des Unrechtsstaates in Mitteldeutschland“ sei.
Politisch nahm er kein Blatt vor den Mund: 1969 unterstützte er gegen Anfeindungen offen den SPD-Kanzlerkandidaten Willy Brandt.
Für einen Skandal sorgte Kulenkampff am 15. Januar 1988 als Gast der NDR-Talkshow, als er die Äußerung Willy Brandts (vom 12. Mai 1985), der damalige CDU-Generalsekretär Heiner Geißler sei „der schlimmste Hetzer seit Goebbels“, verstärkte, indem er ihn als Hetzer „schlimmer als Goebbels“ bezeichnete. Kulenkampff sagte nach der Sendung: „Warum habe ich Rindvieh nur nicht ‚der schlimmste seit …‘ statt ‚schlimmer als …‘ gesagt? Kein Aas hätte mir da an den Wagen fahren können.“ Auf den Hinweis, Edmund Stoiber und nicht Geißler habe gesagt, dass Nationalsozialisten auch Sozialisten gewesen seien, entschuldigte sich Kulenkampff sofort und übertrug die Kritik auf Stoiber. Zwei Wochen später, am 29. Januar 1988, war Kulenkampff erneut in die NDR-Talkshow eingeladen, diesmal mit seinem Kontrahenten Heiner Geißler, den er schließlich öffentlich um Entschuldigung bat.

## Theaterauftritte (Auswahl)
- 1943: Das Mädchen mit dem Apfel (Bremen)
- 1943–1944: Gyges und sein Ring von Hebbel (Bremen)
- 1945: Ein Literarischer Bilderbogen mit Musik (Bremen)
- 1946–1947: Hokuspokus (Bremen)
- 1947: Minna von Barnhelm (Frankfurt am Main)
- 1947: Weibsteufel (Frankfurt am Main)
- 1949: Duett zu Dritt (Tournee)
- 1966: Nicht zuhören, meine Damen (Tournee)
- 1967: Des Teufels General (Basel)
- 1969: Die fünfte Kolonne (Wien)
- 1969: diverse Komödien als Regisseur unter dem Pseudonym Hans Pfeiffer
- 1970: Der Lügner und die Nonne (Tournee)
- 1981: Hotelgeflüster (München)
- 1982: Ein ganz normal verrückter Mensch (München)
- 1984: Münchhausen (Detmold)
- 1985: Unsere kleine Stadt (Tournee)
- 1987: Im Zweifel für den Angeklagten (Frankfurt am Main)
- 1996–1997: Mögliche Begegnungen (Tournee)

## Filmografie

### Kino
- 1956: Bonjour Kathrin
- 1958: Immer die Radfahrer (auch Co-Autor)
- 1959: Immer die Mädchen
- 1959: Kein Mann zum Heiraten
- 1960: Sooo nicht, meine Herren!
- 1961: Drei Mann in einem Boot
- 1969: Dr. med. Fabian – Lachen ist die beste Medizin
- 1988: Starke Zeiten

### Fernsehen (Auswahl)
- 1958: Es bleibt in der Familie
- 1958: Blätter im Winde
- 1961: Es fing so harmlos an
- 1962: Der lustige Mann und das Schwäbische Meer
- 1962: Die Sonntagsrichter (6-teilige TV-Serie, bis 1963)
- 1964: Karussell (TV-Serie, Folge 1.2)
- 1965: Münchhausen ist unter uns (Mini-Serie)
- 1965: Die Frauen meiner Freunde
- 1968: Nicht zuhören, meine Damen!
- 1972: Das Geheimnis der Mary Celeste
- 1974: Käpt’n Senkstakes Abenteuer
  - Ay, ay, Sheriff
  - Das Spukschloß von Baskermore
  - Ehrenhäuptling der Watubas
- 1979: Noch ’ne Oper
- 1981: Klein aber mein – Die große Zeit der kleinen Autos (Mini-Serie)
- 1985: Ein Mann macht klar Schiff (10-teilige TV-Serie)
- 1986: Die liebe Familie – Folge: (Der Heiratsantrag)
- 1987: Im Zweifel für den Angeklagten (Einpersonenstück)
- 1987: Donauschiff (Serie)
- 1988: Münchhausens letzte Liebe
- 1992: Die Irrfahrten des Christoph Columbus (Sprecher)
- 1992/93: Die große Freiheit (8-teilige TV-Serie)

## Fernsehsendungen

### Quizsendungen
- 1953: Wo bleibt deine Schulweisheit?
- 1953–1956: Wer gegen wen?
- 1956–1957: Zwei auf einem Pferd
- 1957–1958: Die glücklichen Vier
- 1958–1959: Sieben auf einen Streich
- 1959–1960: Quiz ohne Titel (nach kurzer Zeit umbenannt in: Der große Wurf)
- 1961: Kleine Stadt – ganz groß
- 1964–1966: Einer wird gewinnen 1. Mal
- 1968–1969: Einer wird gewinnen 2. Mal
- 1971/1972: Guten Abend, Nachbarn
- 1973: Acht nach 8
- 1977: Wie hätten Sie’s denn gern?
- 1979–1987: Einer wird gewinnen 3. Mal
- 1992: Wer weiß warum?
- 1993: Der Große Preis
- 1997–1998: Zwischen Gestern und Morgen (auch Konzept)

### Weitere Sendungen
- 1956: Do Re Mi
- 1956: Bücher für die Freunde
- 1957: Wie es euch gefällt – Ein großer bunter Nachmittag
- 1958: Berolina Bar
- 1958: Frankfurter Palette
- 1958: Das gibt frohe Laune
- 1958: Ihr Auftritt, bitte
- 1963: Ihre Vermählung geben bekannt...
- 1972–1974: Kulinade
- 1975–1976: Feuerabend
- 1978: Freizeit auf dem Wasser
- 1979–1996: Licht ins Dunkel (6 Folgen)
- 1982: Die Hanse
- 1983: Kalendergeschichten
- 1985 Wenn Kuli kommt
- 1985–1990: Nachtgedanken
- 1986: Heut' Abend mit Joachim Fuchsberger
- 1986: Menschen '86
- 1987: Showgeschichten
- 1988: Die Erfolgreichen
- 1990–1991: Kulis Buchclub
- 1991: Seinerzeit
- 1993: Boulevard Bio
- 1995: Lebenskünstler

## Fernseh-Dokumentationen
- 2008: Ein Abend für Hans-Joachim Kulenkampff – Der Kuli der Nation. Dokumentation, Deutschland, 90 Minuten, Buch und Regie: Christian Breidert. Hergestellt vom NDR Fernsehen und vom Hessischen Rundfunk.[17]
- 2011: Legenden – Hans-Joachim Kulenkampff. Porträt, Deutschland, 43 Minuten. Ein Film von Philipp Engel, hergestellt vom Hessischen Rundfunk.[18]
- 2018: Kulenkampffs Schuhe. Dokumentation, Deutschland, 92 Minuten, Buch und Regie: Regina Schilling. Entstanden im Auftrag des SWR.

## Hörspiele und sonstige Rundfunksendungen (Auswahl)
- 1946: Klabund: Der Kreidekreis (Pao) – Regie: Gert Westphal (RB)
- 1949: Der Fall Axel Petersen (Axel Petersen) – Regie: Günter Siebert, mit Gillis van Rappard, Ludwig Hayn, Walter Jokisch, Traut Kutschka, Doris Hansen
- 1951: Akustische Gespenster. Ein spiritistisches Kabarett (Manuskript)[19]
- 1951: Familie Hesselbach, Folge: Der Weihnachtsgast – Regie: Karlheinz Schilling, mit Wolf Schmidt, Lia Wöhr, Joost Siedhoff, Sofie Engelke
- 1966: Rinaldo Rinaldini oder Der Räuberhauptmann (Christian August Vulpius) – Mehrteiler, 504 min., Regie: Friedhelm Ortmann, mit Louise Martini, Klausjürgen Wussow, Hansjörg Felmy, Günther Neutze,  Peter Lieck, Nicole Heesters
- 1967: Der Herr Ornifle (von Jean Anouilh) (Graf Ornifle de Saint Oignon) – Regie: Hans Hausmann, mit Urs Bihler, Otto Mächtlinger, Anne-Marie Blanc, Maria-Magdalena Thiesing, Gertrude von Bastineller

## Publikationen
- Stammtafeln der Familie Kulenkampff (Osterholzer Zweig). Bremen 1968.
- Segeln lernen mit Hans Joachim Kulenkampff. Ein Kurs bis zum A-Schein. Heyne, München 1974, ISBN 3-453-41096-3.

## Auszeichnungen

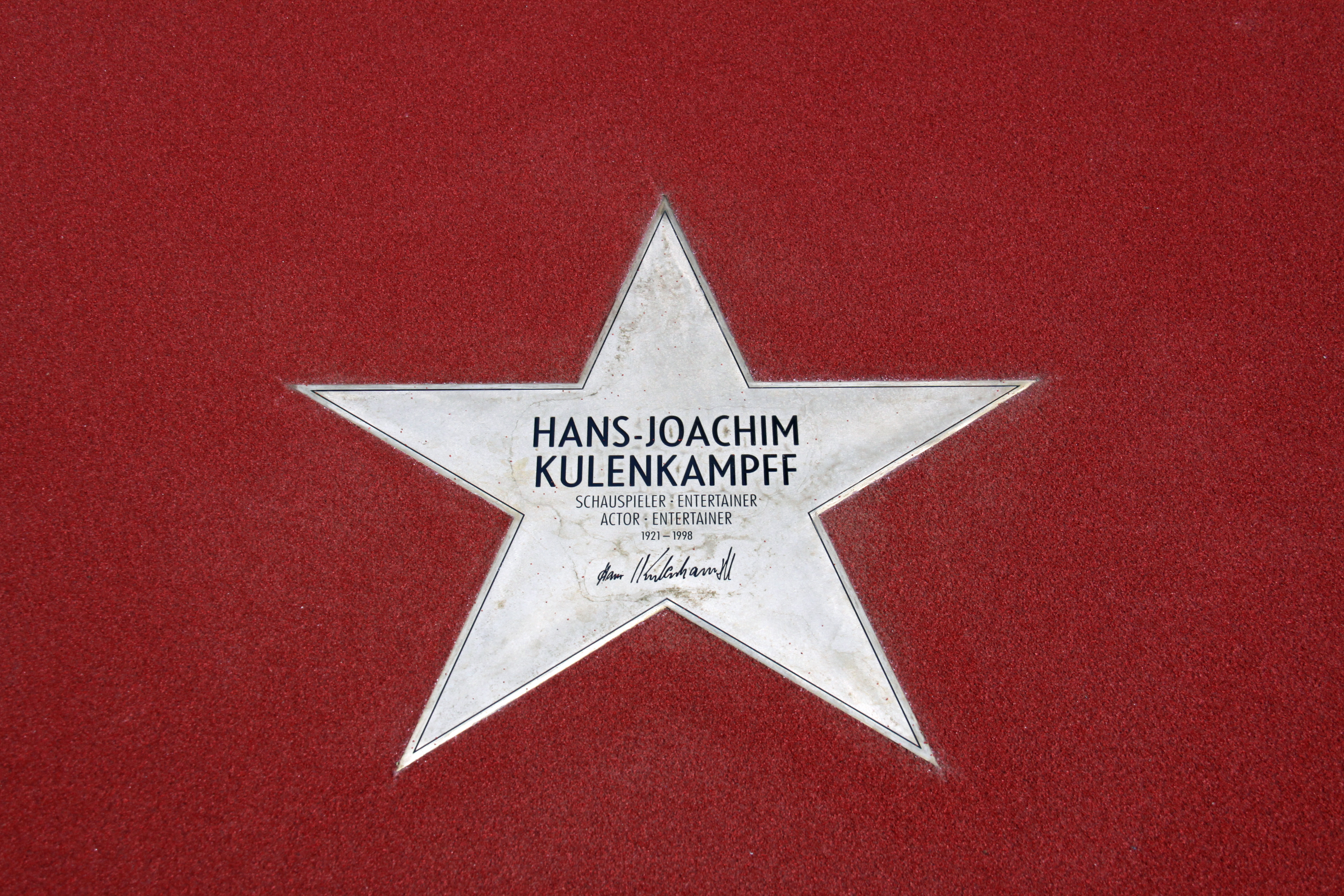
Stern von Hans-Joachim Kulenkampff auf dem Boulevard der Stars in Berlin

- 1959: Goldener Bildschirm, und weitere 4×, zuletzt 1968[20]
- 1961 und 1966: Bravo Otto – in Silber als TV-Star männlich
- 1965: Krawattenmann des Jahres
- 1966: Goldene Kamera in der Kategorie Beliebtester Fernsehstar (männlich)
- 1969: Bambi
- 1971: Pfeifenraucher des Jahres
- 1980: Saure Gurke – Trostpreis „für seine altväterlich-charmante, auf keine Anzüglichkeit verzichtende Spielleitung“
- 1985: Besondere Ehrung beim Adolf-Grimme-Preis
- 1987: Goldene Kamera in der Kategorie Bester Showmaster
- 1987: Goldener Gong für seine Einer-wird-gewinnen-Abschiedssendung
- 1994: Romy Platin Romy für das Lebenswerk
- 2010: Stern auf dem Boulevard der Stars in Berlin